# Donja Stražava
Donja Stražava (cyr. Доња Стражава) – wieś w Serbii, w okręgu toplickim, w mieście Prokuplje. W 2011 roku liczyła 799 mieszkańców.